# SC Freiburg
SC Freiburg er en tysk fodboldklub fra Freiburg i Baden-Württemberg, der i spiller i landets række, Bundesligaen. 

## Historie
Klubben blev grundlagt i 1904 under navnet Freiburger Fußballverein 04, men efter et par fusioner i 1905, 1909 og 1912 ændrede klubben navn til SC Freiburg.
I mange år spillede klubben i de lavere rækker, men i 1979 rykkede den op i 2. Bundesliga og i 1993 Bundesligaen. I 1994/1995-sæsonen blev det til en imponerende 3. plads kun 3 point efter Borussia Dortmund. I 1997 sluttede eventyret, og klubben rykkede ned. Siden har det stået på tre oprykninger til Bundesligaen og tre nedrykninger.

## Nuværende spillertrup
Oversigten er opdateret til og med 20. maj 2025
| Nr. | Land     | Position | Spiller              |
| --- | -------- | -------- | -------------------- |
| 1   | Tyskland | MM       | Noah Atubolu         |
| 3   | Østrig   | FO       | Philipp Lienhart     |
| 5   | Tyskland | FO       | Manuel Gulde         |
| 6   | Tyskland | MI       | Patrick Osterhage    |
| 8   | Tyskland | MI       | Maximilian Eggestein |
| 9   | Tyskland | AN       | Lucas Höler          |
| 11  | Ghana    | MI       | Daniel-Kofi Kyereh   |
| 17  | Tyskland | FO       | Lukas Kübler         |
| 18  | Tyrkiet  | AN       | Eren Dinkci          |
| 19  | Tyskland | AN       | Niklas Beste         |

| Nr. | Land     | Position | Spiller                    |
| --- | -------- | -------- | -------------------------- |
| 20  | Østrig   | AN       | Junior Adamu               |
| 21  | Tyskland | MM       | Florian Müller }           |
| 23  | Kosovo   | AN       | Florent Muslija            |
| 24  | Tyskland | MM       | Jannik Huth                |
| 25  | Frankrig | FO       | Kiliann Sildillia          |
| 26  | Tyskland | AN       | Maximilian Philipp         |
| 27  | Tyskland | MI       | Nicolas Höfler             |
| 28  | Tyskland | FO       | Matthias Ginter            |
| 30  | Tyskland | FO       | Christian Günter (Anfører) |
| 32  | Italien  | MI       | Vincenzo Grifo             |
| 33  | Frankrig | FO       | Jordy Makengo              |
| 34  | Tyskland | MI       | Merlin Röhl                |
| 37  | Tyskland | FO       | Max Rosenfelder            |
| 38  | Østrig   | AN       | Michael Gregoritsch        |
| 42  | Japan    | AN       | Ritsu Doan                 |
| 44  | Schweiz  | MI       | Johan Manzambi             |
| 43  | Schweiz  | FO       | Bruno Ogbus                |

### Udlånt
| Nr. | Land     | Position | Spiller                                     |
| --- | -------- | -------- | ------------------------------------------- |
| —   | Tyskland | MM       | Niclas Thiede (Udlånt til SC Verl)          |
| —   | Tyskland | FO       | Luca Itter (Udlånt til Greuther Fürth)      |
| —   | Tyskland | MI       | Lino Tempelmann (Udlånt til 1. FC Nürnberg) |

| Nr. | Land     | Position | Spiller                                      |
| --- | -------- | -------- | -------------------------------------------- |
| —   | Tyskland | MI       | Carlo Boukhalfa (Udlånt til Jahn Regensburg) |
| —   | Tyskland | AN       | Marvin Pieringer (Udlånt til Schalke 04)     |

## Kendte spillere
- Michael Frontzeck
- Holger Fach
- Jörg Heinrich
- Sebastian Kehl
- Zoubaier Baya
- Adel Sellimi
- Levan Kobiashvili

## Danske spillere
- Tommy Bechmann (2008-2011)
- Michael Lumb (2012)